# Cele treisprezece motive
13 Reasons Why (titlul în română Cele treisprezece motive; stilizat pe ecran ca TH1RTEEN R3ASONS WHY) este un serial american de dramă și mister, bazat pe romanul omonim din 2007 scris de Jay Asher. A fost adaptat de Brian Yorkey pentru Netflix. Serialul îl urmărește pe studentul Clay Jensen și pe prietena sa, Hannah Baker, care se sinucide după ce suferă o serie de circumstanțe demoralizatoare la care au fost implicate anumite persoane din liceul la care cei doi frecventează. O cutie cu casete înregistrate de Hannah înainte de a se sinucide dezvăluie 13 motive pentru care ea a ales să-și pună capăt vieții. Yorkey și Diana Son au fost realizatorii serialului, în timp ce producția a fost îndeplinită de July Moon Productions, Kicked to the Curb Productions, Anonymous Content și Paramount Television
Dylan Minnette are rolul lui Clay, în timp ce Katherine Langford o joacă pe Hannah. Din distribuție mai fac parte Christian Navarro, Alisha Boe, Brandon Flynn, Justin Prentice, Miles Heizer, Ross Butler, Devin Druid, Amy Hargreaves, Derek Luke, Kate Walsh și Brian d'Arcy James. Inițial conceput ca și film ce urma să fie lansat de Universal Pictures și cu Selena Gomez în rolul principal, adaptarea a fost preluată de Netflix la sfârșitul anului 2015 și transformată în serial. Gomez servește ca producător executiv.
Primul sezon a fost lansat de Netflix pe 31 martie 2017. A fost primit pozitiv de către critici și audiențe, care au lăudat subiectul abordat și jocurile actoricești, în special pe cele ale protagoniștilor Minnette și Langford. Pentru prestația sa, Langford a primit o nominalizare la Globul de Aur la categoria Cea mai bună actriță într-o dramă.  A atras însă și controverse din partea unora, din cauza zugrăvirii anumitor probleme, cum ar fi suicidul și violul, dar și din cauza conținutului matur. În martie 2018, Netflix a adăugat un avertisment pentru spectatori, reprezentat de un scurt videoclip prezent la începutul fiecărui sezon. În iulie 2019, Netflix a eliminat scena de suicid din episodul final al primului sezon.
În mai 2017, Netflix a reînnoit 13 Reasons Why pentru un al doilea sezon; filmările au început în iunie și s-au terminat în decembrie 2017. Al doilea sezon a fost lansat pe 18 mai 2018 și a primit recenzii negative din partea criticilor și recenzii mixte din partea audienței. Odată cu lansarea sezonului secund, Netflix a lansat un videoclip în care avertiza spectatorii despre subiectele abordate în serial și furniza un site web pentru oamenii afectați de depresie, anxietate și alte afecțiuni mintale. Un al treilea sezon a fost anunțat în iunie 2018 și a avut premiera pe 23 august 2019. În august 2019, serialul a fost reînnoit pentru un al patrulea și ultim sezon. Acesta va avea premiera pe 5 iunie 2020.

## Premisă
În primul sezon, adolescentul Clay Jensen se întoarce de la școală și găsește o cutie misterioasă pe prispa casei sale. Înăuntru, el descoperă șapte casete cu față dublă, înregistrate de Hannah Baker, colega și dragostea sa neîmpărtășită, care s-a sinucis cu două săptămâni în urmă. Pe casete, Hannah dezvăluie un jurnal audio emoțional, detaliând cele 13 motive pentru care ea a ales să-și încheie viața. Instrucțiunile ei sunt clare: fiecare persoană care primește cutia este unul dintre motivele pentru care ea s-a sinucis și după ce fiecare persoană a terminat de ascultat fiecare casetă, aceasta trebuie să dea mai departe cutia următoarei persoane. Dacă vreo persoană nu respectă acest lucru, un set separat de casete va fi lansat public. Fiecare casetă este adresată unei anumite persoane din liceul la care ea frecventează și relatează implicarea lor în suicidul ei ulterior.
În al doilea sezon, la câteva luni după suicidul Hannei, Clay, celelalte persoane menționate pe casete, prieteni apropiați și membrii de familie ai Hannei devin parte a unui proces civil între părinții Hannei și Liceul Liberty. Acuzând neglijență din partea școlii, mama Hannei începe o campanie pentru propria dreptate, dar acest lucru destramă mariajul cu tatăl Hannei. Povestea se desfășoară cu întâmplările din viața Hannei, spuse de martorii prezenți la tribunal. Clay, care consideră că a eșuat să o salveze pe Hannah, pornește o investigație pe cont propriu, într-o încercare de a-i ajuta pe părinții Hannei să câștige procesul împotriva școlii. Pe tot parcursul sezonului doi, Clay pare că discută cu o fantasmă a Hannei, dar evenimentele prezentate diferă major între întâmplările reale și mărturiile martorilor ce se prezintă la proces.
Sezonul trei are loc la opt luni după încheierea întâmplărilor din sezonul doi. Clay și prietenii săi încearcă să mușamalizeze tentativa de masacru a lui Tyler de la Balul de Primăvară, dar îl și ajută să se vindece. Cu toate acestea, tensiunile acrimonioase ajung la apogeu în timpul unui seri de fotbal american, seară ce se va încheia cu moartea lui Bryce Walker. Studenții de la liceul Liberty sunt din nou chemați să mărturisească, iar ancheta pentru moartea lui Bryce amenință să le scoată la iveală cele mai întunecate secrete.

## Distribuție

### Principală
- Dylan Minnette în rolul lui Clay Jensen, un prieten apropiat al Hannei ce devine obsedat în a afla ce s-a întâmplat cu ea[9]
- Katherine Langford în rolul Hannei Baker, o tânără al cărei suicid și ale cărei casete declanșează evenimentele serialului[9](sezoanele 1–2[10])
- Christian Navarro în rolul lui Tony Padilla, prieten al lui Clay la Liceul Liberty, care încearcă să-l ajute să treacă peste moartea Hannei[9]
- Alisha Boe în rolul Jessicăi Davis, o studentă care se înscrie la Liceul Liberty odată cu Hannah.[9]
- Brandon Flynn în rolul lui Justin Foley, un student de la Liceul Liberty care provine dintr-o familie abuzivă și care este într-o relație cu Jessica[9]
- Justin Prentice în rolul lui Bryce Walker, un student ce provine dintr-o familie bogată și căpitanul echipei de fotbal american de la Liceul Liberty[9]
- Miles Heizer în rolul lui Alex Standall, un student de la Liceul Liberty, fostul prieten al Jessicăi și fost amic al Hannei[9]
- Ross Butler în rolul lui Zach Dempsey, student cumsecade și timid, prieten cu Justin și Bryce la Liceul Liberty[9]
- Devin Druid în rolul lui Tyler Down, un student de la Liceul Liberty și un fotograf pasionat[9]
- Amy Hargreaves în rolul Lainiei Jensen, mama avocată a lui Clay[11]
- Derek Luke în rolul lui Kevin Porter, consilierul studenților de la Liceul Liberty[12] (sezoanele 1–2; episodic sezonul 3)
- Kate Walsh în rolul Oliviei Baker, mama Hannei, care este hotărâtă să afle adevărul despre evenimentele ce au cauzat suicidul fetei sale[12] (sezoanele 1–2; episodic sezonul 3)
- Brian d'Arcy James în rolul lui Andy Baker, tatăl Hannei.[13] (episodic sezonul 1, principal sezonul 2)
- Timothy Granaderos în rolul lui Montgomery de la Cruz, un hărțuitor și student de la Liceul Liberty. În sezonul 2, el terorizează în secret anumite persoane ce depun mărturie la procesul Hannei.[14] (sezonul 3; recurent sezoanele 1-2)
- Anne Winters în rolul lui Chloe, o tânără deșteaptă, populară și naivă de la Liceul Liberty și noua lideră a majoretelor; prietena lui Bryce. La finalul sezonului secund, este dezvăluit că este însărcinată.[15]  (sezonul 3; recurent sezonul 2)
- Steven Weber în rolul lui Gary Bolan, directorul Liceului Liberty (sezonul 3; recurent sezoanele 1-2)
- Grace Saif în rolul lui Amorowat Anysia "Ani" Achola, o studentă nouă de la liceul Liberty, cu un cazier anterior și necunoscut, și prietenă cu Clay și Jessica (sezonul 3)[8]
- Brenda Strong în rolul Norei Walker, mama lui Bryce[16]  (sezonul 3; recurent sezonul 2)

### Episodică

#### Introduși în sezonul 1
- Josh Hamilton în rolul lui Matt Jensen, tatăl lui Clay, psiholog.
- Michele Selene Ang în rolul lui Courtney Crimsen, o studentă de la Liceul Liberty, responsabilă de răspândirea unor zvonuri false despre Hannah. În sezonul 2, ea depune mărturie în procesul Hannei și își mărturisește faptele împotriva Hannei.
- Steven Silver în rolul lui Marcus Cole, președintele consiliului de studenți de la Liceul Liberty, responsabil de umilirea și încercarea de a o hărțui sexual pe Hannah la o întâlnire. În sezonul 2, el este suspendat din cadrul liceului după ce a mințit la tribunal în timpul procesului și după apariția casetelor pe internet.
- Ajiona Alexus în rolul lui Sheri Holland, o studentă de la Liceul Liberty, care se împrietenește cu Clay.
- Tommy Dorfman în rolul lui Ryan Shaver, un student de la Liberty High, care a trădat încrederea Hannei.
- Sosie Bacon în rolul lui Skye Miller, o prietenă tăcută a lui Clay. În sezonul secund, Skye și Clay sunt prieteni pentru o perioadă, până ca ea să se automutileze din nou și să fie diagnosticată cu tulburare bipolară.
- Brandon Larracuente în rolul lui Jeff Atkins, un student de la Liceul Liberty și prieten cu Clay
- Keiko Agena în rolul lui Pam Bradley, profesoara de Comunicare de la Liceul Liberty
- Mark Pellegrino în rolul lui Standall, tatăl lui Alex, ofițer de poliție
- Joseph C. Phillips în rolul dl-ului Davis, tatăl Jessicăi, membru al Forțelor Aeriene Americane
- Cindy Cheung în rolul lui Karen Dempsey, mama lui Zach
- Henry Zaga în rolul lui Brad, prietenul lui Tony. În sezonul 2, este dezvăluit că cuplul s-a despărțit undeva între evenimentele dintre sezonul 1 și 2.
- Giorgia Whigham în rolul lui Kat, prietenă a Hannei și fostă vecină
- Robert Gant în rolul lui Todd Crimsen, unul dintre tații lui Courtney
- Wilson Cruz în rolul lui Dennis Vasquez, avocatul care îi reprezintă pe părinții Hannei la sfârșitul sezonului 1 și pe parcursul sezonului 2
- Ross Turner în rolul dl-ui Wood, profesorul de matematică de la Liceul Liberty

#### Introduși în sezonul 2
- Jake Weber în rolul lui Barry Walker, tatăl lui Bryce[16]
- Meredith Monroe în rolul Carolynei, mama lui Alex[16]
- R.J. Brown în rolul lui Caleb, antrenorul de box și prietenul lui Tony[16]
- Bryce Cass în rolul lui Cyrus, un student problematic care se împrietenește cu Tyler și care începe o mică campanie împotriva agresorilor[15]
- Chelsea Alden în rolul lui Mackenzie, sora lui Cyrus, o fată isteață, artistică și tranșantă. În sezonul 2, ea formează o relație pe termen scurt cu Tyler, care se destramă ulterior[15]
- Allison Miller în rolul Sonyei Struhl, o avocată deșteaptă și ambițioasă, și cea care apară Școala în procesul Hannei Baker.[15]
- Brandon Butler în rolul lui Scott Reed, un student la Liceul Liberty care face parte din echipa de baseball[15]
- Samantha Logan în rolul Ninei Jones, o studentă respectată care se împrietenește cu Jessica datorită istoricului lor agresiv-sexual comun[15][17]
- Kelli O'Hara în rolul lui Jackie, o susținătoare entuziasmată a victimelor de agresiune[15]
- Ben Lawson în rolul lui Rick Wlodimierz, antrenorul echipei de baseball de la Liceul Liberty, care îi susține și protejează pe jucători[15]

#### Introduși în sezonul 3
- Tyler Barnhardt în rolul lui Charlie St. George, atlet la liceul Liberty și prieten cu Montgomery.
- Bex Taylor-Klaus în rolul lui Casey, prietenă a Jessicăi.
- Austin Aaron în rolul lui Luke Holliday, atlet la liceul Liberty.
- Hart Denton în rolul lui Dean Holbrook, student la Hillcrest care nu îl suportă pe Bryce.
- Deaken Bluman în rolul lui Winston, un student de la Hillcrest care intră într-o relație cu Montgomery.
- Nana Mensah în rolul Amarei Josephine Achola, mama strictă a Aniei și menajeră în casa Walker.
- Benito Martinez în rolul șerifului Diaz, polițistul principal din ancheta morții lui Bryce
- Marcus DeAnda în rolul Dl-ului de la Cruz, tatăl abuziv al lui Montgomery.
- Raymond J. Barry în rolul Dl-ului Chatham, tatăl bolnav al Norei și bunicul lui Bryce.
- Brandon Scott în rolul lui J. J. Kerba, antrenorul de fotbal american de la liceul Liberty, exigent cu jucătorii pentru a-i aduce la forma cea mai bună.
- Ron Rogge în rolul lui Morris, antrenorul principal de la Liceul Liberty
- Blake Webb în rolul lui Tim Pozzi, un traficant de droguri care vinde steroizi ieftini la sala locală

## Episoade
| Sezonul | Sezonul | Episoade | Episoade | Premiera TV    | Premiera TV |
| ------- | ------- | -------- | -------- | -------------- | ----------- |
|         | 1       | 13       | 13       | 31 martie 2017 |             |
|         | 2       | 13       | 13       | 18 mai 2018    |             |
|         | 3       | 13       | 13       | 23 august 2019 |             |
|         | 4       | 10       | 10       | 5 iunie 2020   |             |

### Sezonul 1 (2017)
| Nr. în serial | Nr. în sezon | Titlu              | Regizat de           | Scris de             | Data lansării  |
| --- | ------------ | ------------------ | -------------------- | -------------------- | -------------- |
| 1 | 1            | „Caseta 1, Fața A” | Tom McCarthy         | Brian Yorkey         | 31 martie 2017 |
| Clay Jensen găsește o cutie cu casete audio, lăsată anonim la ușa casei sale. O redă pe prima cu ajutorul casetofonului tatălui său și află că cea care vorbește este Hannah Baker, o fostă colegă de-a lui, care s-a sinucis, înainte ca mama sa să intre peste el și să dărâme casetofonul. Cu ajutoul walkman-ului prietenului său, Tony, pe care l-a furat, Clay ascultă prima casetă, în care Hannah relatează experiența care i-a declanșat dorința de suicid. Ea începe prin împărtășirea primului ei sărut, cel cu Justin Foley, care a răspândit un zvon fals ce a declanșat parcursul ei descendent. Prin numeroase flashback-uri scurte, este arătat cum Clay era îndrăgostit de Hannah și cum cei doi lucrau împreună la un cinematograf. Subiectul casetei: Justin Foley, pentru distribuirea unei poze provocatoare cu Hannah, împreună cu un zvon de natură sexuală despre întâlnirea lor. |              |                    |                      |                      |                |
| 2 | 2            | „Caseta 1, Fața B” | Tom McCarthy         | Brian Yorkey         | 31 martie 2017 |
| Pe casetă, Hannah își aduce aminte de prietenia pe care a avut-o cu alți doi studenți: Jessica, care se mută des, deoarece tatăl ei face parte din Forțele Aeriene, și Alex, pe care l-au întâlnit la o cafenea. Jessica și Alex devin în cele din urmă un cuplu și încetează să mai iasă cu Hannah. Când Alex se desparte de Jessica, Jessica o învinuiește pe Hannah de acest lucru. În prezent, mama Hannei, Olivia, găsește o notiță în jurnalul fetei, care o face să creadă că Hannah a fost hărțuită. Cercul de prieteni al lui Bryce Walker află de faptul că Clay ascultă înregistrările Hannei. Subiectul casetei: Jessica Davis, care a crezut greșit că Hannah a fost motivul despărțirii ei de Alex. |              |                    |                      |                      |                |
| 3 | 3            | „Caseta 2, Fața A” | Helen Shaver         | Diana Son            | 31 martie 2017 |
| Relațiile sociale ale Hannei sunt amenințate de lista 'cel mai bun/cel mai prost' făcută de Alex Standall, care a făcut din Hannah o țintă. În prezent, mama Hannei, Olivia Baker, merge la directorul școlii pentru a discuta despre suspiciunile sale de hărțuire și face o descoperire șocantă. În mijlocul investigației, Clay se duce la Alex pentru răspunsuri, care îl avertizează că Tony nu este cel care pare, iar Clay îl vede mai târziu într-o ipostază ostilă. În timp ce Justin încearcă se se recupereze din incidentul recent, Bryce îi forțează pe Clay și Alex să se îmbete pe o alee. Subiectul casetei: Alex Standall, deoarece a clasat posteriorul Hannei ca cel mai bun din școală, pentru a o face pe Jessica Davis geloasă și pentru a deveni mai popular. |              |                    |                      |                      |                |
| 4 | 4            | „Caseta 2, Fața B” | Helen Shaver         | Thomas Higgins       | 31 martie 2017 |
| Hannah aude pe cineva în fața ferestrei sale și îi spune prietenei sale, Courtney, că are un "urmăritor". Courtney se oferă pentru a o ajuta să-l prindă pe făptaș în timpul actului. În timp ce-l așteaptă pe urmăritor, ele plănuiesc un joc de "adevăr și provocare" care rezultă în cele două sărutându-se pe patul Hannei. Urmăritorul, fotograful școlii Tyler Down, face o poză cu fetele și o distribuie prin școală. Acest lucru încheie efectiv prietenia Hannei cu Courtney. În prezent, Clay face o poză cu Tyler gol și o distribuie prin școală în semn de răzbunare, în loc de a arunca cu pietre în geamul său, cum a sugerat Hannah și cum au făcut toți ceilalți care au ascultat casetele anterior. Subiectul casetei: Tyler Down, deoarece a urmărit-o pe Hannah și pentru că a distribuit prin liceu poza în care ea se sărută cu Courtney. |              |                    |                      |                      |                |
| 5 | 5            | „Caseta 3, Fața A” | Kyle Patrick Alvarez | Julia Bicknell       | 31 martie 2017 |
| Courtney, speriată de faptul că s-ar putea afla despre orientările ei sexuale, împrăștie zvonul cum că în poza s-ar afla Hannah și Laura, o colegă deja-știută lesbiană. Courtney face referire și la incidentul Hannei cu Justin, accentuând reputația negativă a Hannei. Între timp, în prezent, Clay o duce pe Courtney la mormântul Hannei. Ea pleacă repede, neavând încă tăria de caracter pentru a-și asuma implicarea în pierderea colegei. Tony sosește cu bicicleta lui Clay, împreună cu o casetă pe care se află melodia pe care el și Hannah au dansat la Balul de Iarnă. Ulterior, băieții îl forțează pe Clay să urce în mașină și îl amenință să-și țină gura în legătură cu casetele, conducând peste viteza legală. Ei sunt opriți de poliție, dar scapă după ce este dezvăluit că polițistul care i-a oprit este tatăl lui Alex. Subiectul casetei: Courtney Crimsen, deoarece a băgat-o pe Hannah la înaintare pentru a ascunde că este lesbiană. |              |                    |                      |                      |                |
| 6 | 6            | „Caseta 3, Fața B” | Kyle Patrick Alvarez | Nic Sheff            | 31 martie 2017 |
| Întâlnirea de Ziua îndrăgostiților a Hannei cu Marcus nu decurge conform planului, datorită zvonurilor cum că ea este 'de moravuri ușoare'. În prezent, Alex se bate cu Montgomery și amândoi sunt nevoiți să se prezinte în fața consiliului studenților. Subiectul casetei: Marcus Cole, pentru că a umilit-o în public pe Hannah în timpul întâlnirii de Ziua îndrăgostiților. |              |                    |                      |                      |                |
| 7 | 7            | „Caseta 4, Fața A” | Gregg Araki          | Elizabeth Benjamin   | 31 martie 2017 |
| După ce Hannah refuză să iasă cu Zach, el o sabotează emoțional în timpul unui proiect de școală. În semn de răzbunare, Clay îi zgârie mașina lui Zach, dar în prezent, lucrurile par să se fi desfășurat diferit față de cum arătau la început. Clay are halucinații atât vizuale cât și auditive cu Hannah pe tot parcursul zilei, inclusiv vederea cadavrului ei pe terenul de baschet în timpul unui meci și auzirea casetei ei la difuzoarele școlii. Subiectul casetei: Zach Dempsey, pentru că a furat "gândurile bune" destinate Hannei la ora de Comunicare, în semn de răzbunare pentru că l-a refuzat. |              |                    |                      |                      |                |
| 8 | 8            | „Caseta 4, Fața B” | Gregg Araki          | Kirk Moore           | 31 martie 2017 |
| Hannah este impresionată de poemul colegului ei homosexual Ryan Shaver și se deschide la rându-i în fața lui. Ryan o trădează și îi publică poemul în revista școlii, împotriva dorinței ei ferme de a nu face asta. În prezent, Tony îi mărturisește anumite detalii lui Clay despre seara în care Hannah s-a sinucis. Subiectul casetei: Ryan Shaver, pentru că a furat și publicat în revista școlii poemul în care Hannah și-a destănuit problemele personale fără acordul ei. |              |                    |                      |                      |                |
| 9 | 9            | „Caseta 5, Fața A” | Carl Franklin        | Hayley Tyler         | 31 martie 2017 |
| În timp ce se ascundea în camera Jessicăi în timpul unei petreceri de vară, Hannah este martoră la violul (cu consimțământul lui Justin) lui Bryce Walker asupra unei Jessica beată și inconștientă. În prezent, Clay vorbește cu Justin despre asta, dar Justin spune că este mai bine ca Jessica să nu știe adevărul. Marcus îl avertizează pe Clay că partea cea mai rea de abia acum începe. Subiectul casetei: Justin Foley, pentru că i-a permis lui Bryce să-i violeze prietena, pe Jessica. |              |                    |                      |                      |                |
| 10 | 10           | „Caseta 5, Fața B” | Carl Franklin        | Nathan Louis Jackson | 31 martie 2017 |
| După petrecere, Sheri se oferă să o ducă pe Hannah acasă cu mașina. Ele au parte de un mic accident, în care dărâmă un indicator 'Stop', dar Sheri refuză să sune la poliție. În timp ce Hannah pleacă să caute un telefon, un accident tragic are loc în aceeași intersecție, în care Jeff Atkins, prieten al lui Clay, moare. Când Hannah încearcă să-i spună lui Clay despre indicator, el o dă la o parte, crezând că iar are unul dintre acele momente în care dramatizează totul. În prezent, comportamentul Jessicăi devine din ce în ce mai degradant. Subiectul casetei: Sheri Holland, pentru că a abandonat-o pe Hannah după ce a dărâmat un indicator "Stop", care a cauzat ulterior moartea unui student. |              |                    |                      |                      |                |
| 11 | 11           | „Caseta 6, Fața A” | Jessica Yu           | Diana Son            | 31 martie 2017 |
| Clay ascultă într-un final caseta sa și este copleșit de vină, deoarece realizează că nu a făcut destul pentru a preveni suicidul. În prezent, Justin află că Jessica este acasă la Bryce. Acolo, se ceartă cu ea și îi spune că Bryce a violat-o în acea noapte la petrecere. Olivia Baker găsește o listă cu persoanele de pe casetă, cu toate că nu își dă seama ce reprezintă această listă. Subiectul casetei: Clay Jensen, pentru că a părăsit-o pe Hannah la cererea ei, după ce aproape făcuseră sex. Cu toate acestea, Hannah notează că Clay nu ar trebui să se afle pe casete (ea îi mărturisește că l-a admirat și că l-a plăcut) dar a fost necesar să-l adauge și pe el pentru că a fost un element-cheie în acest lanț și Hannah voia ca el să știe asta. |              |                    |                      |                      |                |
| 12 | 12           | „Caseta 6, Fața B” | Jessica Yu           | Elizabeth Benjamin   | 31 martie 2017 |
| După ce a pierdut accidental economiile părinților, care trebuiau să ajungă la bancă, o Hannah intrată în depresie ajunge la o petrecere dată de Bryce. Noaptea se termină tragic, deoarece ea ajunge să fie singură cu el, iar acesta o violează. În prezent, Clay se duce acasă la Bryce sub pretextul de a cumpăra niște iarbă și îl confruntă pe Bryce pentru incidentul cu violul, înregistrându-i mărturisirea. Fiecare persoană de pe lista pe care Olivia a găsit-o este implicată în procesul dintre familia Baker și școală. Episodul se încheie cu o ambulanță care îngrijește un tânăr cu o plagă împușcată în zona capului. Subiectul casetei: Bryce Walker, pentru că a violat-o pe Hannah în jacuzzi. |              |                    |                      |                      |                |
| 13 | 13           | „Caseta 7, Fața A” | Kyle Patrick Alvarez | Brian Yorkey         | 31 martie 2017 |
| Clay îi dă mărturisirea lui Tony pentru a face copii. Hannah îl vizitează pe dl. Porter și îi spune despre viol. Hannah înregistrează în secret conversația, sperând că dl. Porter o va ajuta. Când el nu face asta, se duce acasă și se sinucide, tăindu-și venele. În prezent, Clay îl confruntă pe dl. Porter în legătură cu întâlnirea cu Hannah în ultima ei zi. El îi dă casetele, împreună cu una adițională, pe care se află mărturisirea lui Bryce. Clay îi spune dl-ului Porter că el este subiectul ultimei casete. Audierea continuă și aproape toți cei implicați în moartea Hannei își mărturisesc vina, cu excepția lui Alex, care a încercat să se sinucidă și este în stare instabilă. Justin părăsește orașul din cauza remușcărilor. Jessica îi spune tatălui ei despre viol. Înainte de a pleca la audiere, Tyler ascunde niște arme și muniție în camera sa. La școală, într-o încercare de a nu repeta aceleași greșeli pe care le-a făcut cu Hannah, Clay intră în vorbă cu Skye, o fostă colegă, la care văzuse anterior niște cicatrice pe încheieturi. Subiectul casetei: Dl. Porter, pentru că nu a realizat că Hannah are gânduri de suicid și pentru că nu i-a acordat ajutorul cuvenit. Notă: Netflix a editat digital scena de suicid din acest episod pe 15 iulie 2019. |              |                    |                      |                      |                |

### Sezonul 2 (2018)
| Nr. în serial | Nr. în sezon | Titlu                            | Regizat de           | Scris de                          | Data lansării |
| --- | ------------ | -------------------------------- | -------------------- | --------------------------------- | ------------- |
| 14 | 1            | „Primul polaroid”                | Gregg Araki          | Brian Yorkey                      | 18 mai 2018   |
| Procesul Hannei ajunge la tribunal. Tyler este primul care depune mărturie și spune adevărul. Skye și Clay sunt împreună, dar Clay începe să aibă halucinații cu Hannah. Dl Porter îl confruntă în baia școlii pe Bryce în legătură cu violul Hannei. Jessica se întoarce la școală, la fel ca și Alex, care a supraviețuit tentativei de suicid, dar care și-a pierdut mare parte din memorie, inclusiv amintirile despre casetele Hannei. Tony primește notița pe care Hannah i-a lăsat-o în noaptea în care s-a sinucis, pe care ulterior o arde. Clay găsește o fotografie polaroid în dulapul său, pe care scrie "Hannah nu a fost singura". Mărturie: Tyler Down, care vorbește despre fotografiile pe care i le-a făcut Hannei și despre încercarea de a se împrieteni cu ea. |              |                                  |                      |                                   |               |
| 15 | 2            | „Un sărut între două fete”       | Gregg Araki          | Thomas Higgins                    | 18 mai 2018   |
| În timpul mărturisirii sale, Courtney dezvăluie că este lesbiană și că a avut sentimente pentru Hannah. Niște protestatari se strâng în fața tribunalului pentru a cere dreptate pentru Hannah, iar Jessica și Alex sunt amenințați să nu divulge ceva incriminator la tribunal. Skye și Clay se ceartă după ce ea suspectează că Clay încă este îndrăgostit de Hannah, iar Skye este internată la puțin timp după ce pleacă de la Clay. Între timp, Tyler se împrietenește cu un coleg pe nume Cyrus. Mărturie: Courtney Crimsen, care vorbește despre sărutul ei cu Hannah și despre sentimentele pentru ea. |              |                                  |                      |                                   |               |
| 16 | 3            | „Târfa beată”                    | Karen Moncrieff      | Marissa Jo Cerar                  | 18 mai 2018   |
| Clay, mergând spre casă cu bicicleta, este lovit intenționat de o mașină, incident din care iese cu răni ușoare. El o vizitează pe Skye în spital, iar ea se desparte de el. Clay și Alex încearcă să o încurajeze pe Jessica să dezvăluie informațiile despre Bryce la tribunal, dar ea nu reușește să facă asta după ce vede niște poze incriminatoare cu ea pe tabla unei săli de clasă. Apoi, Olivia o întreabă dacă ea este fata de pe caseta 9, dar Jessica nu-i răspunde. După ce descoperă că Jessica a avut contact cu Justin, Clay îl găsește pe o stradă din Oakland, cu ajutorul lui Tony. Fără o altă opțiune, Clay îl lasă pe Justin să rămână la el în cameră. Părinții lui Skye o mută la o clinică psihiatrică și îi spun lui Clay să nu o mai contacteze. Tyler îi cunoaște pe amicii lui Cyrus, iar lui Bryce i se cere să depună mărturie. Mărturie: Jessica Davis, care vorbește despre lista "Bună-sau-nu" și prietenia cu Hannah. |              |                                  |                      |                                   |               |
| 17 | 4            | „Al doilea polaroid”             | Karen Moncrieff      | Hayley Tyler                      | 18 mai 2018   |
| Marcus minte la tribunal despre ce s-a întâmplat cu Hannah în seara când ei au ieșit de Ziua Îndrăgostiților (pentru a-și proteja reputația) și îl menționează pe Bryce, lucru care îl enervează pe el. Cyrus și Tyler află de minciunile lui Marcus și îi fac o farsă, după care merg pe un câmp din apropiere pentru a trage cu arma. Clay află că Justin se droga cu heroină, iar el și Sheri îl ajută la dezintoxicare. Jessica îi arată dl-ului Porter notița amenințătoare pe care a primit-o înainte de a merge la tribunal. Alex continuă să fie frustrat în legătură cu amnezia sa și îi cere lui Clay casetele, pe care le primește. Clay primește o a doua fotografie polaroid, în care Bryce face sex cu o fată inconștientă și pe care scrie "nu o să se oprească". Mărturie: Marcus Cole, care minte despre ce s-a întâmplat cu Hannah în seara în care cei doi au ieșit. |              |                                  |                      |                                   |               |
| 18 | 5            | „Mașina de marcat”               | Eliza Hittman        | Nic Sheff                         | 18 mai 2018   |
| Tyler este chemat de Dl Porter, deoarece îl suspectează că ar fi în spatele fotografiilor cu Jessica, găsite în sala de clasă înainte de mărturisirea ei, dar el neagă orice implicare. Ryan depune mărturie și vorbește despre poeziile Hannei, spunând că au fost scrise pentru Justin și că ea și Justin au păstrat contactul după ce s-au despărțit. Apoi, Olivia îl invită pe Ryan pentru a o ajuta să descifreze poeziile Hannei, dar Ryan pleacă imediat după ce Olivia menționează despre paginile lipsă din jurnalul Hannei, pagini rupte de Ryan. Clay realizează că fotografiile polaroid au fost făcute la școală și încearcă să afle unde mai exact. Chlöe se întâlnește cu părinții lui Bryce, iar mama lui observă vânătăi pe pielea ei. Jessica participă la prima ei sesiune de terapie în grup. Dl Porter își găsește geamul de la mașină spart cu o cărămidă, împreună cu o notiță amenințătoare; ulterior, el o confruntă pe mama lui Justin și este arestat după o altercație cu prietenul ei. Mărturie: Ryan Shaver, care vorbește despre poeziile pe care le-a scris împreună cu Hannah. |              |                                  |                      |                                   |               |
| 19 | 6            | „Zâmbetul de la capătul digului” | Eliza Hittman        | Julia Bicknell                    | 18 mai 2018   |
| Zach depune mărturie și dezvăluie că el și Hannah au avut o relație romantică în vara premergătoare suicidului ei, relație pe care au păstrat-o secretă. După tribunal, Clay reacționează nervos și îl confruntă pe Zach, ignorându-i scuzele sincere, iar apoi Bryce îl tachinează pe Zach în legătură cu relația sa, lucru ce duce la o altercație între cei doi. Justin se întoarce la școală și vorbește cu Jessica, dar ea îi cere să plece. Apoi, el leșină după ce îl vede pe Bryce și, pe drumul înapoi spre casa lui Clay, el este nevoit să se ascundă după ce cineva intră prin efracție în camera lui, moment în care părinții lui Clay află că el stătea acolo. Ei îi permit să rămână în continuare. Mărturie: Zach Dempsey, care vorbește despre relația cu Hannah din vara premergătoare suicidului ei. |              |                                  |                      |                                   |               |
| 20 | 7            | „Al treilea polaroid”            | Michael Morris       | Brian Yorkey                      | 18 mai 2018   |
| În timpul mărturisirii lui Clay, el este obligat să dezvăluie că el și Hannah s-au drogat și au petrecut o noapte împreună, iar Clay a ignorat o replică de suicid a Hannei a doua zi dimineață. Ziua de naștere a lui Alex se încheie după o serie de certuri. Când Clay pleacă de la petrecere, el găsește o fotografie polaroid pe mașina sa, pe care scrie "Clubul". După ce citește comentariile online despre mărturisirea sa, Clay postează anonim casetele Hannei pe Internet. Între timp, Bryce este văzut cum face sex cu Chlöe fără consimțământul ei. Mărturie: Clay Jensen, care vorbește despre prietenia cu Hannah. |              |                                  |                      |                                   |               |
| 21 | 8            | „Fetița”                         | Michael Morris       | Felischa Marye                    | 18 mai 2018   |
| După postarea casetelor, Bryce se întoarce la școală pentru a-și găsi dulapul vandalizat, iar "caseta de confesiune" înregistrată de Clay este distribuită prin școala. După ce este șantajat, Marcus îl numește pe Bryce un violator în fața unui grup de studenți și părinți, pentru a-și proteja propria reputație. Clay o contactează pe Skye și se întâlnește cu ea la clinica de psihiatrie, iar ea îi spune că se va muta într-un alt Stat. Justin face supradoză de heroină, dar Alex îi salvează viața - Justin se întoarce apoi la casa mamei sale. Mărturie: Andy și Olivia Baker, care vorbesc despre viața Hannei și despre agresiunile de la Liceul Liberty. |              |                                  |                      |                                   |               |
| 22 | 9            | „Pagina lipsă”                   | Kat Candler          | Rohit Kumar                       | 18 mai 2018   |
| La tribunal, Dl Porter dezvăluie că, după moartea Hannei, a ajuns să creadă că ea a fost violată de Bryce. Apoi, el își cere scuze, într-un mod emoționant, mamei Hannei pentru rolul pe care l-a avut în suicidul fiicei sale. Justin fură bani de la prietenul mamei sale și, când este prins de mama sa, el îi sugerează să facă la fel și să plece din această relație. Bryce îl amenință pe Clay sub presupunerea că Clay a fost cel care l-a șantajat pe Marcus să îl acuze în public pe Bryce de viol. Ulterior, Clay este bătut violent la școală de patru studenți mascați. El este apoi abordat de Cyrus, care îl invită să vandalizeze școala în acea seară, iar când face asta, Clay vede un grup de studenți intrând într-o magazie de lângă terenul de baseball, despre care el presupune (corect) că este locația Clubului. Între timp, Olivia intră în contact cu o fostă colegă a Hannei, Sarah, pentru a îi cere să nu depună mărturie în procesul Hannei. Mărturie: Kevin Porter, care vorbește despre ziua în care Hannah i-a cerut ajutorul. |              |                                  |                      |                                   |               |
| 23 | 10           | „Zâmbiți, jigodiilor!”           | Kat Candler          | Kirk Moore                        | 18 mai 2018   |
| Tony este chemat să depună mărturie, dar alege să nu dezvăluie că Hannah i-a lăsat lui casetele, deoarece îi era dator după ce ea l-a ajutat să evadeze de poliție. În timpul mărturiei lui Sarah, ea dezvăluie că Hannah a făcut parte dintr-un trio de fete care au hărțuit-o la un alt liceu. După o ceartă între Tyler și Mackenzie, prietenia sa cu Cyrus se încheie. Oferind marijuana, Sheri tentează niște băieți-studenți să o ducă la Club, unde Bryce o fotografiază pe ea și pe alți doi băieți cu o cameră Polaroid, punând fotografia într-o cutie plină de alte fotografii. Ea descoperă codul pentru deblocarea ușii și îl împărtășește cu Clay și Justin. În timpul unui meci de baseball, Zach îl confruntă pe Bryce, spunându-i că știe că Hannah nu a mințit și abandonează meciul. Merge la Club, unde îi găsește pe Clay și Justin și îi înmânează lui Clay cutia cu fotografii polaroid făcute la Club, mărturisind că el a fost cel care i-a dat lui Clay primele trei fotografii. Acasă, Clay se uită peste fotografii împreună cu Justin și Sheri, iar ei găsesc două fotografii în care se vede cum Bryce o violează pe Chlöe. Clay găsește în cutie o poză și cu Hannah. Mărturie: Tony Padilla, care vorbește despre prietenia cu Hannah.                                                                                  |              |                                  |                      |                                   |               |
| 24 | 11           | „Bryce și Chlöe”                 | Jessica Yu           | Marissa Jo Cerar & Thomas Higgins | 18 mai 2018   |
| Bryce depune mărturie și spune că el și Hannah au avut o relație sexuală de scurtă durată, și că ea l-a acuzat pe nedrept de viol după ce el a pus capăt relației. Când Bryce se întoarce la școală, Justin îl abordează, iar o bătaie masivă debutează. Jessica îi arată lui Chlöe cele două fotografii cu ea și Bryce de la Club, iar Chlöe îi spune că ea a fost cea care a lipit acele poze în sala de clasă înainte ca Jessica să depună mărturie. Olivia, avocatul său și Jessica o roagă pe Chlöe să depună mărturie, iar ea acceptă, dar în sala de judecată, intimidată de prezența lui Bryce, spune că își amintește consimțământul ei atunci când a făcut sex cu Bryce. Cutia cu fotografii polaroid de la Club este furată din mașina lui Clay, iar Alex primește un pachet cu un pistol și o notiță amenințătoare. Mama lui Bryce îl întreabă pe el dacă a spus adevărul la tribunal, iar el, presat, spune că a violat-o pe Hannah. Printr-o serie de flashback-uri, este dezvăluit că Bryce a dorit o relație cu Hannah, dar ea nu a vrut asta. Clay devine chinuit mental de halucinațiile cu Hannah, până în punctul în care se gândește să-l omoare pe Bryce și să se sinucidă. Mărturie: Bryce Walker, care minte și spune că nu a violat-o pe Hannah; și Chloe, care minte și ea la rându-i, spunând că nu a fost violată de Bryce. |              |                                  |                      |                                   |               |
| 25 | 12           | „Cutia cu polaroide”             | Jessica Yu           | Hayley Tyler & Brian Yorkey       | 18 mai 2018   |
| Justin primește o amenințare cu moartea înainte să depună mărturie, dar, chiar și așa, spune la tribunal că Bryce a violat-o pe Jessica. Montgomery este abordat de Alex, Clay, Justin, Tony, Zach și Scott după ce Alex realizează că el este cel responsabil de intimidarea persoanelor care au depus mărturie și că el a furat cutia cu fotografii polaroid. Cu toate acestea, după ce îl duce pe Alex la locație, el dezvăluite că a mințit și scapă. De aceea, Jessica este încurajată de prietenii săi să reclame la poliție abuzul sexual prin care a trecut. După ce procesul se încheie și judecătorul nu găsește Școala vinovată de moartea Hannei, Bryce și Justin sunt arestați în afara tribunalului pentru implicarea lor în violul Jessicăi. Dl Porter este concediat după un raport al școlii, iar Tyler este plasat într-un program de reeducare după ce postează, pe o rețea de socializare, imagini în care vandalizează școala. Mărturie: Justin Foley, care vorbește despre relația cu Hannah și mărturisește că Bryce a violat-o pe Hannah. |              |                                  |                      |                                   |               |
| 26 | 13           | „Pa!”                            | Kyle Patrick Alvarez | Brian Yorkey                      | 18 mai 2018   |
| După procesul agresării sexuale al Jessicăi, Bryce este condamnat la trei luni sub supraveghere. Justin este condamnat la șase luni sub supraveghere și poate fi eliberat, fiind minor, doar unuia dintre părinți, dar niciunul nu poate fi găsit. Acest lucru duce la înfierea sa de către familia lui Clay, lucru adus la cunoștință de către Clay lui Justin după slujba de înmormântare pentru Hannah. Clay descoperă că a fost inclus pe lista Hannei de "motive pentru care să nu o faci", pe care ea a scris-o înainte să moară. Tyler se întoarce la școală, dar este agresat sexual într-o manieră sălbatică de către Montgomery și doi dintre prietenii săi. În seara următoare, la un Bal al școlii, Jessica și Justin au o aventură intimă, iar Chlöe îi spune ulterior Jessicăi că este însărcinată. Tyler ajunge la dans cu gândul să orchestreze un atac armat, dar Clay află de planul său și îl convinge să nu facă asta. Îl dezarmează în mod pașnic înainte ca Tony să vină cu mașină și să-l ia pe Tyler de acolo. Episodul se termină cu sirenele mașinilor de poliție care se apropie, o Jessica înspăimântată, un Clay cu o armă în mână și un Justin care se întreabă "Și acum ce facem?" |              |                                  |                      |                                   |               |

### Sezonul 3 (2019)
| Nr. în serial | Nr. în sezon | Titlu                                                                            | Regizat de        | Scris de | Data lansării  |
| --- | ------------ | -------------------------------------------------------------------------------- | ----------------- | --- | -------------- |
| 27 | 1            | „Da, eu sunt fată cea nouă”                                                      | Michael Morris    | Brian Yorkey | 23 august 2019 |
| Trecut: În noaptea Balului de Primăvara, Clay și Tony îl ajută pe Tyler să fugă și să scape de arme, în timp ce Justin, Zach și Cyrus îi acoperă în fața poliției. A doua zi, Clay realizează un program pentru grup cu scopul de a-l monitoriza pe Tyler și a-l ajuta să se vindece. Zach refuză să participe. La școală, Courtney îl pune pe Clay să-i facă turul școlii unei noi studente, Ani Achola, cu care formează o legătură și o introduce prietenilor săi. Ulterior, în timpul unei întâlniri în consiliul studenților, Jessica îi învinovățește pe atleți pentru problemele de la liceu. Ani, inspirată de asta, îi sugerează Jessicăi să candideze pentru președinția consiliului, iar Jessica acceptă și devine prietenă cu Ani. Prezent: Clay este adus la secția de poliție și interogat de Srg. Standall în legătură cu dispariția lui Bryce Walker. Directorul Bolan o mustră pe Jessica pentru revolta ce a avut loc cu câteva zile în urmă. Clay le spune celorlalți că Bryce a dispărut, veste la care unii reacționează suspect. Suspect: Clay Jensen, din cauza antifurtului său de bicicletă găsit în camera lui Bryce. |              |                                                                                  |                   | |                |
| 28 | 2            | „Toată lumea are secrete”                                                        | Michael Morris    | Allen MacDonald | 23 august 2019 |
| Trecut: În ciuda poziției de favorit a lui Montgomery, Zach este ales căpitan al echipei de fotbal și promite să schimbe cultura violului printre jucători. La o întâlnire a candidaților pentru președinția consiliului, Jessica promite și ea să schimbe cultura școlii. Chloe îi spune lui Zach că este însărcinată. Zach o duce să facă avort, acolo unde este hărțuită de activiști pro-viață. După aceea, ea îi spune lui Zach că nu se va întoarce la liceul Liberty anul viitor. La un moment dat, ea se desparte de Bryce. Între timp, Bryce este hărțuit de echipa de fotbal de la noua școală, după ce se află că el este un violator. Prezent: Zach spune grupului despre sarcina lui Chloe, dar spune că Bryce n-a știut niciodată. Montgomery îl amenință pe Tyler după ce acesta din urmă a fost interogat de poliție despre Bryce. Ulterior, Montgomery este și el amenințat de Alex. Ani află că Bryce scria o scrisoare pentru Jessica. După ce își face poze fără tricou, Tyler merge la râu și urcă pe un pod. Ulterior, în apropiere de acel pod, poliția scoate un cadavru din râu. A lui Bryce. Suspect: Zach Dempsey, din cauza cadoului primit de la Chlöe. |              |                                                                                  |                   | |                |
| 29 | 3            | „Nu-i ușor să-i deosebești pe cei buni de cei răi”                               | Jessica Yu        | Hayley Tyler | 23 august 2019 |
| Trecut: Jessica este aleasă președinte al consiliului, și, la un moment dat, începe să lucreze la Crestmont. Jessica îl confruntă pe Bryce la el acasă. Bryce încearcă să-și recunoască greșelile, dar este ignorat. Ulterior, Bryce se întâlnește cu Justin, spunându-i despre greșelile sale, dar și despre faptul că știe ce a încercat să facă Tyler la Balul de Primăvară. Între timp, Jessica îi spune lui Ani că sexul cu Alex nu este grozav, iar Ani o încurajează să se "reconecteze" cu propriul corp. Jessica face asta, se desparte de Alex și începe o nouă relație cu Justin. Prezent: Clay observă o cicatrice pe spatele lui Justin. Ulterior, spre surpriza lui Clay, Justin îl jelește pe Bryce. Clay și Ani o suspectează pe Jessica și o urmăresc, dar descoperă că ea și Justin se întâlnesc în secret. Tyler îi recunoaște lui Clay și Tony că încă are o armă și că plănuiește să scape de ea. Suspect: Jessica Davis, din cauza scrisorii primite de la Bryce. |              |                                                                                  |                   | |                |
| 30 | 4            | „Bărbat, tânăr, furios”                                                          | Jessica Yu        | Thomas Higgins | 23 august 2019 |
| Trecut: În timp ce grupul îl monitorizează pe Tyler, el merge la cinematograf în timpul turei Jessicăi. Ea formează un grup pentru protejarea victimelor de hărțuire sexuală, în care se alătură și Tyler. Clay îi dă lui Ani bicicleta și antifurtul său. Tyler îl confruntă pe Montgomery și dorește ca el să-și ceară iertare, dar Montgomery refuză, spunând că Bryce l-a pus să o facă. Tyler îl amenință pe Bryce cu arma. Bryce îi spune că Montgomery a făcut totul pe cont propriu. Prezent: Grupul îl monitorizează pe Tyler din cauza armei care încă i se află în posesie. Tyler îi dă arma lui Clay și îi spune că el este cel care a găsit cadavrul lui Bryce, anunțând anonim poliția. El îi spune și că a păstrat arma atât timp pentru a se sinucide, și că el intenționa să moară la Balul de Primăvară. Ulterior, când grupul se întâlnește la Monet, Justin dezvăluie că Bryce nu a fost împușcat, ci bătut până la moarte, și ia arma pentru a scăpa de ea. Ulterior îl amenință pe Seth, fostul prieten al mamei sale, cu arma. Poliția caută arma crimei la râu și găsesc mașina lui Bryce, conținând steroizi, lucru ce îl face pe Alex să se sperie. Este dezvăluit ulterior că Clay și Tony au aruncat armele lui Tyler în râu. Suspect: Tyler Down, din cauză că încă are o armă. |              |                                                                                  |                   | |                |
| 31 | 5            | „Nimeni nu e nevinovat”                                                          | Bronwen Hughes    | Trevor Marti Smith | 23 august 2019 |
| Trecut: Alex începe să meargă la sală pentru a trece peste problemele fizice de după despărțirea de Jessica. Unul dintre jucătorii de fotbal îi oferă steroizi, iar el acceptă. Ulterior, începe să cumpere steroizi de la Bryce, care îi face cunoștință cu o prostituată, pentru a-l ajuta să treacă peste despărțirea de Jessica. Ulterior, Bryce îl aduce pe Alex să-l ajute să distrugă casa tatălui lui Bryce. Ei merg la casa greșită, iar Bryce amenință copilul care îi vede vandalizând casa. Alex rupe prietenia cu Bryce. La un moment dat în timpul "prieteniei" lor, Bryce și Montgomery sunt la o petrecere, iar Montgomery se combină cu un băiat de la liceul lui Bryce, pe nume Winston. Ulterior, când Winston îl invită pe Montgomery la o întâlnire, Montgomery îl bate. Bryce îl plătește pe Winston ca să nu spună nimic. Prezent: Poliția percheziționează școala pentru steroizi și găsesc suplimente în posesia unui jucător de fotbal. Alex își aruncă stocul, dar acesta este recuperat de Justin. Montgomery ascunde câteva în propria mașină, dar acestea sunt găsite de Clay și Ani. Justin scapă de arma lui Tyler. Dna. Walker îi spune tatălui ei că Bryce este mort. Ani găsește Mustang-ul lui Tony în garajul lui Bryce. Suspect: Alex Standall, din cauza steroizilor găsiți în mașina lui Bryce. |              |                                                                                  |                   | |                |
| 32 | 6            | „Îți poți da seama de sufletul cuiva după cum jelește”                           | Bronwen Hughes    | Mfoniso Udofia | 23 august 2019 |
| Trecut: Tatăl lui Bryce divorțează de mama sa și începe să se întâlnească cu altă femeie. După ce Bryce îi vandalizează casa tatălui său, el îi cere să plătească pagubele. Bryce refuză și dezvăluie că tatăl său are o fiică ilegitimă. Între timp, este dezvăluit că, la puțin timp după procesul de viol al lui Bryce, Biroul de Vamă și Imigrație a primit un pont din partea tatălui lui Bryce în legătură cu familia lui Tony, ceea ce a rezultat în deportarea părinților și fraților săi în Mexic. Bryce încearcă să își spele păcatele din trecut, cumpărându-i Mustang-ul lui Tony la un preț dublu față de cel real, dându-i bani lui Tony pentru un avocat care să se lupte cu deportarea, dar acest lucru nu ajută la nimic. Prezent: Tony este interogat în legătură cu Bryce, dar nu spune nimic poliției. La înmormântarea, Zach ține un discurs. Înmormântarea este întreruptă de grupul supraviețuitorilor sexuali al Jessicăi, care protestează jelirea unui violator. Poliția găsește un filmuleț în care Clay îl amenință cu moartea pe Bryce. Suspect: Barry Walker, din cauza fiicei pe care o ascunde. |              |                                                                                  |                   | |                |
| 33 | 7            | „Există mai multe probleme legate de Clay Jensen”                                | Kevin Dowling     | Julia Bicknell | 23 august 2019 |
| Trecut: Clay și Ani devin apropiați după ce își descoperă pasiunea pentru benzile desenate. Ulterior, ei iau măsuri pentru a își lua costume pentru o convenție cosplay. Ani își dă jos hainele pentru asta, permițându-i lui Clay să îi vadă lenjeria intimă. Ulterior, Clay o lasă pe Ani acasă la Bryce și se sărută. Între timp, este dezvăluit că Ani și Bryce au avut o relație sexuală. Prezent: Poliția îi interoghează pe Clay și Justin în legătură cu acea filmare. Șeriful Diaz îi arată lui Clay lenjeria intimă conținând sângele lui Ani și sperma lui Bryce. Clay spune că nu știe că lenjeria este a lui Ani sau că Bryce și Ani se întâlneau. Alex o confruntă pe Jessica în legătură cu relația ei cu Justin, iar ulterior, toată școala află de relația lor. Grupul Jessicăi refuză să o asculte atunci când aceasta încearcă să-i admonesteze pentru protestul de la înmormântarea lui Bryce. Clay și Ani se ceartă violent în legătură cu relația ei cu Bryce. Suspect: Ani Achola, din cauza lenjeriei intime găsită în camera lui Bryce. |              |                                                                                  |                   | |                |
| 34 | 8            | „În liceu, chiar și în zilele bune, e greu să îți dai seama cine e de partea ta” | Kevin Dowling     | Felischa Marye | 23 august 2019 |
| Trecut: Dna. Walker îl roagă pe dl. Porter să devină consilierul lui Bryce, iar acesta acceptă. Pe lângă consiliere, Porter îi dă lui Bryce un jurnal în care să își scrie toate gândurile. Bryce crede că mama sa îl urăște. Când dna. Walker află asta, îi recunoaște că nu este așa și că se autoblamează pentru greșelile pe care le-a făcut atunci când Bryce era mai tânăr. Bryce îi spune dl-ui. Porter că încă are gânduri de viol. Dl. Porter sugerează să ceară ajutor și în altă parte. Prezent: Poliția îl roagă pe dl. Porter să îi ajute cu investigația. Dl. Porter îi roagă pe Tyler, Zach, Alex, Cyrus, Justin și Jessica să îl sifoneze pe Clay în legătură cu diverse incidente, dar aceștia refuză să facă asta. Ani dezvăluie că dl. Porter îl consilia în privat pe Bryce. Dl. Porter se întâlnește cu Clay în afara școlii, unde îi spune că nu încearcă să-l incrimineze pe Clay și că a vorbit doar cu studenți despre care știa că îl vor apăra pe Clay. Dl. Porter îi spune lui Clay că s-ar putea ca lui Tyler să i se fi întâmplat ceva, iar acesta dezvăluie atacul sexual al lui Montgomery asupra sa. În urma unui pont dat de Montgomery, Clay descoperă printre lucrurile lui Justin un flacon de oxicodonă, eliberată cu rețetă pentru Bryce. Suspect: Kevin Porter, deoarece are același jurnal pe care îl are și Bryce. |              |                                                                                  |                   | |                |
| 35 | 9            | „Așteptând tot timpul următoarea veste proastă”                                  | Aurora Guerrero   | M.K. Malone | 23 august 2019 |
| Trecut: Zach îl aduce pe Justin în echipa de fotbal. La puțin timp după ce Justin se angajează la Monet, Seth sosește și îi cere lui Justin banii furați de la el. Când Justin nu poate plăti, Seth îi permite să plătească datoria prin a începe lucreze pentru el, adică să vândă droguri clienților săi. Când clienții observă că Justin păstrează ceva din droguri pentru uz personal, Seth îl amenință și își cere banii. La puțin timp după, sosește poliția. Seth scapă, dar Justin este arestat. Justin îl sună pe Bryce pentru a-l scoate pe cauțiune. Bryce îi dă banii lui Seth și îi dă lui Justin niște oxicodonă pentru a nu intra în sevraj, dar suficientă pentru a nu intra în supradoză. În ciuda acestui lucru, cei doi nu continuă prietenia. În timpul unui test anti-doping înainte de un meci, Justin îi spune lui Zach că el încă folosește și că nu va trece testul, dar Zach se asigură că va trece. Prezent: Clay îl confruntă pe Justin în legătură cu oxicodona. Justin spune că a furat-o din camera lui Bryce la înmormântare. La școală, Justin și Jessica devin oficial un cuplu. Clay îi spune lui Ani alibiul lui Justin, iar Ani îi spune că Justin nu avea cum să fure drogul din camera lui Bryce, de vreme ce, anterior, poliția a făcut percheziții și nu a găsit nimic. Montgomery îl amenință pe Justin și îi spune că va face publică dependența lui. Pentru a nu o răni, Justin se desparte de Jessica. La Monet, Clay și Ani îl confruntă pe Justin în legătură cu oxicodona. Ulterior, Clay primește un telefon de la mama Hannei, dna. Baker. Suspect: Justin Foley, deoarece are flaconul de oxicodonă al lui Bryce. |              |                                                                                  |                   | |                |
| 36 | 10           | „Se strânge cercul”                                                              | Aurora Guerrero   | Poveste de: Rohit Kumar and Allen MacDonald & Thomas Higgins & Hayley Tyler Scenariu de: Allen MacDonald & Thomas Higgins & Hayley Tyler & Brian Yorkey | 23 august 2019 |
| Trecut: Olivia Baker se întoarce în Crestmont în weekendul Meciului de Homecoming pentru a finaliza vânzarea casei. Se întâlnește cu Jessica și Tony. Observând o dorință de a deveni mai bun în ochii lui Bryce, Tony îl pune să asculte casetele Hannei, ceea ce îl face pe Bryce să realizeze și mai mult ce a făcut. Încearcă să se scuze în fața Oliviei pentru ce i-a făcut fiicei sale, dar ea îl ignoră. Ulterior, Olivia se duce la mormântul Hannei în stare de ebrietate și îl sună pe Clay, exprimându-și dorința de a-l vedea pe Bryce mort. Între timp, Clay o invită pe Ani la Meci. Clay îl amenință pe Bryce cu arma. Prezent: Olivia este chestionată în legătură cu moartea lui Bryce. Clay îi spune lui Jessica că Justin este un dependent. Jessica este alături de Justin. Clay și Olivia se întâlnesc, iar Olivia își exprimă îngrijorarea în legătură cu mesajul dat în timp ce era la mormântul Hannei. Olivia și dna. Walker se întâlnesc și se consolează reciproc. Poliția sosește acasă la Clay cu un mandat de percheziție. Suspect: Tony Padilla, deoarece fostul său Mustang se află în garajul lui Bryce. |              |                                                                                  |                   | |                |
| 37 | 11           | „Sunt câteva lucruri pe care nu ți le-am spus”                                   | Kevin Dowling     | Helen Shang | 23 august 2019 |
| Trecut: Bryce este un elev premiant la Hillcrest și îi spune mamei sale că vrea să joace un ultim meci cu cei de la Liberty. Când Bryce îl întreabă pe Tyler despre încercarea sa de a asalta școala, Tyler îi spune despre violul lui Montgomery asupra sa. În seara Meciului, Bryce îi spune Jessicăi să se întâlnească cu el la docuri după meci, deoarece are ceva să îi dea. După aceea, la vestiare, Bryce îl confruntă pe Montgomery în legătură cu violul. Când Montgomery recunoaște mândru asta, Bryce amenință că va face publică sexualitatea sa. La pauza meciului, Jessica și clubul ei intră pe teren și încep un protest. Când unul dintre jucătorii de la Hillcrest o atinge lasciv pe Jessica, echipa Liberty atacă echipa adversă. Restul studenților se alătură confruntării. Prezent: Părinții verifică alibiurile studenților în noaptea Meciului. Tyler consideră să facă public violul la care a luat parte, dar Clay îi spune să facă asta doar atunci când se va simți pregătit. Tyler îl confruntă pe Montgomery. Directorul Bolan îi spune Jessicăi să își ceară scuze public pentru protestul de la Meci sau își va pierde poziția de președinte al consiliului elevilor. După ce ies la suprafață niște mesaje amenințătoare ale lui Clay la adresa lui Bryce, părinții lui Clay îl roagă să le spună toată povestea. Justin se întâlnește cu Seth pentru a face un târg. Suspect: Clay Jensen, din cauza mesajelor găsite pe telefonul său. |              |                                                                                  |                   | |                |
| 38 | 12           | „Și apoi a lovit uraganul”                                                       | Kevin Dowling     | Poveste de: Thomas Higgins & Hayley Tyler & Trevor Marti Smith Scenariu de: Allen MacDonald & M.K. Malone & Helen Shang                                 | 23 august 2019 |
| Trecut: Clay vede cum Ani și Bryce se sărută. Ulterior, Bryce îl atacă pe Zach în legătură cu Chloe, dislocându-i genunchiul. În seara Meciului, Zach îl găsește pe Bryce la docuri și îl atacă. Îi aruncă telefonul în râu și îl lasă pe Bryce să moară. Zach se împacă cu Chloe. Prezent: Tyler și Justin dezvăluie public că sunt supraviețuitori de atac sexual. În privat, Justin îi spune Jessicăi experiențele traumatizante prin care a trecut în copilărie. Clay este arestat. Tyler raportează violul la poliție. Montgomery este arestat. Ani îi spune Jessicăi că s-a culcat cu Bryce. Zach se predă la poliție, crezând că el este cel care l-a ucis pe Bryce. Srg. Standall dezvăluie că Bryce s-a înecat. Zach este eliberat, dar acuzat de atac cu premeditare. Suspect: Ani Achola, din cauza vopselei roșii găsită pe hainele ei. |              |                                                                                  |                   | |                |
| 39 | 13           | „Lasă morții să-i îngroape pe morți”                                             | John T. Kretchmer | Brian Yorkey | 23 august 2019 |
| Trecut: La puțin timp după Meciul de Homecoming, alibiul tuturor este dezvăluit: Tony spăla bani prin cartelul mexican pentru familia sa deportată, Justin era sub influența drogurilor la docuri, iar Montgomery era în pat cu Winston. Bryce, abandonat pe doc, este abordat de Alex și Jessica, care îi ignoră apelurile la iertare, și îi înmânează Jessicăi o casetă. Alex îl ajută să se ridice, dar când Bryce promite răzbunare contra lui Zach, Alex devine furios și îl aruncă pe Bryce în râu, unde acesta se îneacă. Jessica termină relația cu Alex, după care se duce acasă, în timp ce Alex se întâlnește cu Tyler. Prezent: Ani povestește circumstanțele premergătoare morții lui Bryce srg.-ului Standall, dar schimbă faptele și spune că Montgomery este responsabil pentru crimă, de vreme ce acesta l-a amenințat cu moartea pe Bryce în timpul Meciului de Homecoming, dar și pentru că nu avea un alibi puternic. Srg. Standall realizează că nu Montgomery l-a omorât pe Bryce, ci Alex, fiul său, a făcut-o. Omul legii arde hainele lui Alex din noaptea crimei. Clay și dna. Walker se împacă, iar Ani începe o relație cu Clay. Grupul de studenți acceptă să-l acopere pe Alex și decid să redea caseta lui Bryce, în care acesta își mărturisește vina în cazul violurilor și își cere iertare. La puțin timp după ce Montgomery a intrat în închisoare, este vizitat de tatăl său, care își bate joc de el pentru că este homosexual. Ulterior, Montgomery se sinucide în celulă. Între timp, Winston, furios pe condamnarea lui Montgomery, o confruntă pe Ani și îi spune că va povesti tot adevărul la poliție. Undeva pe râu, un pescar găsește geanta cu arme pe care Clay și Tony au aruncat-o după Balul de Primăvară. Suspect: Montgomery de la Cruz, din cauza casetei lui Bryce, plasată în dulapul său. |              |                                                                                  |                   | |                |

## Producție

### Dezvoltare
Universal Studios a cumpărat drepturile romanului pe 8 februarie 2011, iar Selena Gomez urma să joace rolul Hannei Baker. Pe 29 octombrie 2015, a fost anunțat că Netflix va realiza o adaptare a cărții pentru micul ecran, iar Gomez va servi în schimb ca producător executiv. Tom McCarthy a fost angajat să regizeze primele două episoade. Serialul este produs de Anonymous Content și Paramount Television cu Gomez, McCarthy, Joy Gorman, Michael Sugar, Steve Golin, Mandy Teefey, și Kristel Laiblin servind ca producători executivi.
Pe 7 mai 2017, Netflix a anunțat că 13 Reasons Why va avea parte de un sezon doi.
Pe 6 iunie 2018, Netflix a reînnoit serialul pentru un al treilea sezon, programat să se lanseze în 2019.
Pe 1 august 2019, a fost anunțat că serialul a fost reînnoit pentru al patrulea sezon, care va fi și ultimul. Acesta a avut premiera pe 5 iunie 2020.

### Casting
În iunie 2016, Dylan Minnette, Katherine Langford, Christian Navarro, Alisha Boe, Brandon Flynn, Justin Prentice, Miles Heizer, Ross Butler, Devin Druid și Brian d'Arcy James au fost distribuiți în roluri principale. În septembrie, Amy Hargreaves, Kate Walsh și Derek Luke au fost distribuiți. Langford a părăsit distribuția după sezonul secund. În septembrie 2018, Timothy Granaderos și Brenda Strong au fost promovați în roluri principale pentru sezonul 3.
În august 2017, Jake Weber, Meredith Monroe, R.J Brown, Anne Winters, Bryce Cass, Chelsea Alden, Allison Miller, Brandon Butler, Samantha Logan, Kelli O'Hara, și Ben Lawson au fost distribuiți pentru sezonul doi.
În septembrie 2018, Timothy Granaderos și Brenda Strong au primit roluri principale în sezonul 3, după ce au fost doar episodici în sezoanele anterioare. Pe 5 septembrie 2019, Gary Sinise a primit un rol principal în sezonul al patrulea. Pe 11 februarie 2020, JanLuis Castellanos s-a alăturat distribuției pentru un rol principal în sezonul al patrulea.

### Filmări
Filmările au avut loc în orașele nord-californiene Vallejo, Benicia, San Rafael, Crockett și Sebastopol în vara anului 2016. Toate cele 13 episoade și episodul special au fost lansate pe Netflix în data de 31 martie 2017. Câini de terapie au fost prezenți pe platou pentru actori, datorită conținutului intens și emoțional al serialului.
Filmările la sezonul secund au început pe 12 iunie 2017, dar au fost temporar suspendate în luna octombrie ca urmare a incendiilor forestiere din California ce au avut loc în zonele adiacente de filmare ale serialului. Producția la sezonul doi s-a încheiat în decembrie 2017. Sezonul al doilea a avut premiera pe 18 mai 2018.
Filmările pentru sezonul 3 au început pe 12 august 2018, dar au fost amânate din cauza unui incendiu până pe 17 decembrie. Filmările s-au încheiat pe 6 februarie 2019.
Filmările la sezonul 4 au debutat în iulie 2019 și s-au încheiat în decembrie 2019. 

## Primire
| Sezonul | Sezonul | Reacția criticii  | Reacția criticii |
| Sezonul | Sezonul | Rotten Tomatoes   | Metacritic       |
| ------- | ------- | ----------------- | ---------------- |
|         | 1       | 79% (62 recenzii) | 76 (17 recenzii) |
|         | 2       | 25% (51 recenzii) | 49 (16 recenzii) |
|         | 3       | 12% (17 recenzii) | 23 (4 recenzii)  |

### Vizionările audiențelor
Studiile realizate de firma analitică Jumpshot au determinat că primul sezonul a fost al doilea cel mai vizionat sezon de pe Netflix în primele 30 de zile de după premieră, câștigând 48% din spectatorii pe care sezonul 2 din Daredevil i-a obținut, care, conform Jumpshot, a fost cel mai vizionat. Serialul a arătat și o creștere de 18% în intervalul episoadelor 1-2. Jumpshot, care "analizează datele click-stream de la un panou online ce comprimă peste 100 milioane de spectatori", a observat comportamentul vizionărilor și activitatea membrilor din SUA, ținând cont de numărul relativ al spectatorilor americani Netflix care au vizionat cel puțin un episod al sezonului.

### Reacția criticilor

#### Sezonul 1
Serialul a fost primit cu reacții pozitive din partea criticilor, mare parte dintre laude adresându-se jocului actoricesc, regiei, poveștii, mediului vizual, îmbunătățirilor față de materialul sursă și abordării mature a subiectului sumbru.
Pe site-ul web Rotten Tomatoes, serialul are un rating de 91%, bazat pe 32 de recenzii, cu o medie de 7,33/10. Consensul criticilor citează, "13 Reasons Why completează romanul best seller din care se inspiră cu o viziune captivantă a suferinței adolescenților, a cărei maturitate narativă maschează genul young adult." Pe Metacritic, serialul are un scor de 76 din 100, bazat pe 16 recenzii, indicând "recenzii majoritar favorabile".
Jesse Schedeen de la IGN a lăudat 13 Reasons Why, acordându-i un 9.2 din 10, "Uimitor", spunând că serialul este "un material intens și emoționant" și "se clasează în topul celor mai bune drame de liceu ale secolului 21". Matthew Gilbert de la The Boston Globe i-a acordat o recenzie pozitivă serialului, spunând că "drama este afectivă, constant captivantă și, cel mai important, intransigentă". Maureen Ryan de la Variety asigură că serialul "este fără nicio îndoială sincer, dar este și, în multe feluri, creativ și de succes" și l-a numit "pur și simplu neapărat de văzut". Leah Greenblatt de la Entertainment Weekly i-a acordat întregului sezon o notă de B+, numind serialul "un portret autentic și clar a cum se simte a fi tânăr, pierdut și prea fragil pentru această lume". Daniel Feinberg de la The Hollywood Reporter a lăudat și el serialul, numindu-l "o adaptare matură și onestă a genului young adult", iar el a considerat că punctele-forte sunt jocul actoricesc, regia, relevanța și abordarea matură.
Jocurile actoricești, în special cel al Katherinei Langford în rolul Hannei și cel al lui Dylan Minnette în rolul lui Clay, au fost des menționate și lăudate în multe recenzii. Schedeen de la IGN a lăudat distribuția, în special pe Minnette și Langford, spunând: "Langford sclipește în rolul principal... [și] întruchipează optimismul, dar și tristețea profundă [a Hannei]. Clay-ul lui Minnette, implicit, este un personaj mai stoic și rezervat... și face o treabă bună într-un rol care este de cele mai multe ori dificil de jucat." Gilbert de la The Boston Globe a lăudat chimia dintre Langford și Minnette, spunând că "vizionarea acestor doi tineri actori împreună este o pură plăcere", în timp ce Schedeen de la IGN a fost de acord și el cu asta, spunând că cei doi ating "des cele mai înalte culmi împreună, emanând fix acea chimie caldă, dar rușinoasă pe care ai aștepta-o de la doi adolescenți care nu prea pot să-și mărturisească sentimentele unul celuilalt." Feinberg de la The Hollywood Reporter i-a lăudat și el pe actori: "Deschiderea sentimentală a lui Langford te face să speri la un deznodământ care știi că nu este posibil. Jocul actoricesc al lui Langford este plin de dinamism și concurează cu cel la fel de solicitant al lui Minnette, cel din urmă oscilând des între stări extreme, de la inconfortabil până la mâhnire sau disperare."
Ryan de la Variety îi laudă nu doar pe cei doi protagoniști, dar și pe restul actorilor, în special pe Kate Walsh, care a jucat rolul mamei Hannei, pe care Ryan îl consideră "cel mai bun al carierei". Alte mențiuni pozitive din partea unor critici precum Ryan, Feinberg și Schedeen, au fost adresate actorilor secundari (în special pentru Alisha Boe, Miles Heizer și Christian Navarro, care i-au interpretat pe Jessica, Alex și respectiv, Tony). Liz Shannon Miller de la Indiewire, care a vizionat cu plăcere serialul, i-a acordat o notă de B+, lăudând diversitatea complexă a sexului și rasei distribuției.
Un alt aspect frecvent menționat în câteva recenzii a fost abordarea matură și emoțională a subiectului sumbru din serial, iar acest lucru a fost primit pozitiv de către critici precum Miller de la Indiewire, care i-a acordat o recenzie favorabilă sezonului, în special deoarece "profunzimea poveștii este plină de onestitate și adevăr", dar și pentru că serialul este dificil de vizionat în anumite momente. Feinberg de la The Hollywood Reporter este de acord cu această afirmație, iar Schedeen de la IGN spune că serialul este "de multe ori depresiv și inconfortabil de vizionat... o experiență extrem de emoțională, în special la final, atunci când lucrurile încep să se lege."
Numeroși critici au lăudat și alte aspecte ale serialului. Feinberg a lăudat regizorii serialului, spunând: "O varietate de regizori ce frecventează Sundance, inclusiv Tom McCarthy, Gregg Araki și Carl Franklin mențin actorii sobri și nu fac ca subiectele să pară exploatate", în timp ce Gilbert de la The Boston Globe a lăudat nararea: "Tehnicile de povestire sunt puternice... [ca și cum] ar fi construite într-o lume creată în ora anterioară, de vreme ce întâlnim la fiecare pas noi fațade ale vieții Hannei și noi personaje. Profunizmea serialului continuă să devină mai adâncă, mai bogată."
În schimb, serialul a primit critici la capitolul întruchipare a anxietății tinerilor. Mike Hale de la The New York Times a spus, "serialul nu face parcursul descendent [al Hannei] să pară convingător. Se simte des ca fiind artificial, precum un anunț public foarte lung." El a criticat și MacGuffin-ul serialului, acela în care Clay ascultă fiecare casetă una câte una, în fiecare episod, în loc de toate odată cum au făcut ceilalți tineri, iar Hale a considerat acest lucru incredibil: "Nu are niciun alt rol în afară de acela de MacGuffin și vei ajunge, la fel ca și antagoniștii lui Clay, să țipi la el să asculte naibii odată restul de casete."
Scriind pentru The Guardian, Rebecca Nicholson a lăudat anumite aspecte ale serialului, inclusiv jocul actoricesc al lui Minnette și Walsh, dar a fost deranjată de intrigă, scriind, "o poveste care sugerează iubirea unui băiat dulce ar fi putut rezolva totul, dar un sentiment de zbucium era mereu prezent cu mine." Nicholson era sceptică deoarece credea că serialul va atrage spectatorii mai adulți, spre deosebire de alte seriale ce se petrec în licee, precum Freaks and Geeks și My So-Called Life: "Îi lipsește joncțiunea inteligentă a predecesorilor săi... Este prea băgat în livrarea acelui mesaj de <<un comportament teribil poate avea consecințe teribile>> pentru a se confrunta cu orice alt fel de aluzii sau subtilități la sentimente. Se află în mare parte într-o singură notă – iar acea notă este înfricoșătoare. 'Trebuie să devină mai bine,' imploră unul dintre studenți spre final, dar având în vedere deznodământul destul de deschis și un sezon doi posibil, nu pare că acest lucru ar fi cu putință."
Criticul de televiziune Hank Stuever de la Washington Post a scris o recenzie negativă, considerând 13 Reasons Why "controversat" și neplauzibil: "Sunt 13 episoade care comprimă 13 ore triste – o poliloghie pasiv-agresivă și neveridică, scrisă slab și eforturi de actorie jenante care sunt formate în mare parte din lipsă de comunicare și care nu livrează mai multă înțelepciune sau intuiție asupra depresiei, hărțuirii și suicidului decât acele programe ABC Afterschool Specials, pe care lumea le consideră acum prea învechite." El a considerat casetele de sinucidere ale Hannei "un exemplu prea lung al adolescentului care își închipuie cum vor reacționa ceilalți atunci când ea nu va mai fi. Povestea ... mă bulversează, deoarece arată suicidul într-un mod naiv și ajunge să includă o scenă macabră cu o Hannah care își taie venele în cada de baie."
David Wiegand de la San Francisco Chronicle a considerat că serialul este nesatisfăcător, spunând că este bântuit de inconsistența personajelor, în special de cea a Hannei. El a apreciat "performanța sclipitoare" a lui Langford, dar a notat, "Sunt momente în care pur și simplu nu putem crede personajele, când ceea ce fac sau zic nu este în ton cu ceea ce ne-a fost indus să credem până atunci... În unele momente, [Hannah] este indiferentă la comportamentul altor colegi. În alte momente, însă, fiecare act minor al lor pare să o afecteze profund. Fără îndoială, adolescenții trec constant print-un vârtej de emoții, dar scenariul mai sare calul din când în când." El a notat că, per total, serialul a fost bun: "Structura este interesantă dar nu prea, personajele sunt inconsistente, însă sunt Cele 13 motive pentru care serialul merită vizionat."

#### Sezonul 2
Sezonul al doilea a fost primit cu reacții negative din partea criticilor. laudele fiind îndreptate către distribuție (în special pentru Minnette, Boe, Flynn, Prentice, Heizer, Butler și Luke), în timp ce criticile au fost pentru execuția slabă a subiectelor, mulți spunând că nu erau necesare. Rotten Tomatoes raportează un rating de 25% cu o medie de 5.31/10, bazat pe 25 de recenzii. Rezumatul recenziilor de pe site spune, "Prin devierea de la materialul-sursă, 13 Reasons Why poate să-și exploreze mai bine personajele meșteșugite cu atenție; din păcate, în tot acest timp, pierde urma a ceea ce a făcut serialul atât de captivant în primul rând." Pe Metacritic, sezonul secund are un scor de 49 din 100, bazat pe 16 recenzii, indicând "recenzii mixte sau mediocre".
Catherine Pearson de la DigitalSpy a scris o recenzie negativă, numind sezonul "și mai problematic" decât primul. Ea a încheiat recenzia spunând că, "Depresia inexorabilă pare să acapareze sezonul, acesta fiind ridicat pentru puțin timp de ultimul episod, episod care însă îl coboară din nou, după ce livrează o scenă tulburătoare de suferință." Jordan Davidson de la The Mighty a scris că "s-a simțit rău" după ce a vizionat ultimul episod al sezonului.
Scena din ultimul episod în care Tyler este atacat și agresat într-o manieră sălbatică a atras controverse din partea fanilor și criticilor, unii numind-o "inutilă" și "traumatizantă". Creatorul serialului a apărat scena, spunând că a fost inclusă în încercarea de a "[spune] povești adevărate prin care tinerii trec, în cel mai ferm mod posibil".

#### Sezonul 3
Sezonul 3 a fost primit cu recenzii majoritar negative, recenzenții criticând lipsa necesității, mizanscena slabă a poveștii, inclusiv scena cu violul lui Tyler din episodul final al sezonului anterior, noul personaj Ani, și deznodământul. Cu toate acestea, unii au lăudat aspectele tehnice și jocurile actoricești, în special pe cele ale lui Prentice și Druid.
Rotten Tomatoes raportează un rating de 6%, cu o notă medie de 0.85/10, bazată pe 14 recenzii. Recenzia de pe site citează: "13 Reasons Why încearcă să se rupă de primele sale două sezoane, dar ajunge să fie doar un mister dezordonat și melodramatic."
Pe Metacritic, sezonul are un scor de 23 din 100, bazat pe 4 recenzii, indicând "recenzii majoritar nefavorabile".

## Impactul social
Serialul a generat controverse în legătură cu întruchiparea suicidului și automutilării, iar cei de la Netflix au fost nevoiți să adauge un avertisment la începutul episoadelor 1, 12 și 13. Psihologii școlari și educatorii au tras un semnal de alarmă privitor la serial. Conform surselor, administratorul școlilor din Palm Beach County, Florida le-a spus părinților că unitățile sale de învățământ au avut o creștere la capitolul comportament de suicid și automutilare din partea studenților și că unii dintre acei studenți "au asemănări pronunțate la conduite cu cele din serialul Netflix 13 Reasons Why." Asociația australiană de psihiatri tineri headspace a emis un avertisment la sfârșitul lunii aprilie 2017 în legătură cu conținutul grafic prezent în serial datorită numărului crescut de apeluri primite ce a avut loc după lansarea serialului în țară.  În semn de răspuns față de natura grafică a serialului și rata crescută de suicid din Noua Zeelandă (cea mai crescută dintre cele 34 de țări membre OCDE între 2009 și 2012), Oficiul de Clasificare a Filmului și Literaturii din țară a creat un nou rating, "RP18", permițându-le doar persoanelor de peste 18 ani să urmărească serialul singure, iar cele ce încă nu au împlinit această vârstă îl pot viziona doar sub supravegherea unui părinte sau tutore.
"Am rămas fideli cărți, iar ceea ce [scriitorul] Jay Asher a creat a fost o poveste tragică și complicată, dar plină de suspans și cred că asta am încercat și noi să facem ... Am dorit să facem dreptate și, da, [reacțiile] vor veni indiferent de rezultat. Nu este un subiect despre care poți discuta relaxat, dar sunt foarte norocoasă de cum evoluează." 
În aprilie 2017, Asociația Națională din Statele Unite a Psihologilor Școlari (ANPS) a emis un avertisment în legătură cu serialul: "Studiile arată că expunerea la suicidul unei alte persoane, la un caz grafic sau senzitiv de deces este unul dintre riscurile pe care tinerii cu probleme mintale îl citează ca motiv pentru care contemplează sau recurg la suicid". Privitor la serial, ANPS a emis și o scrisoare către psihiatrii din toată țară, aceasta fiind prima acțiune de genul întreprinsă vreodată de ANPS. În următoarea lună, Societatea de Psihologie Pedriatică și Adolescentină (SPPA) din Statele Unite a lansat un raport despre cât de puternic îi poate influența serialul pe tinerii vulnerabili să comită auto-mutilare și în care se considera zugrăvirea psihiatrilor ca ineficientă pentru tinerii care au avut experiențe traumatice și care au luat în considerare suicidul. În raport, cei de la Netflix erau implorați să adauge la fiecare episod un avertisment cu informații de contact și o reamintire cum că depresia și suicidul pot fi tratate eficient cu ajutorul unui psihiatru sau a unui psiholog clinic pediatru folosește practica bazată pe dovezi.
Similar, anumiți psihologi clinici, inclusiv Daniel J. Reidenberg și Erika Martinez, precum și MollyKate Cline de la Teen Vogue, și-au exprimat și ei îngrijorarea în legătură cu riscul tentativelor copycat. Cu toate acestea, Eric Beeson, consilier la Institutul Familiei din cadrul Universității Northwestern a notat că "este improbabil ca un singur serial să declanșeze dorința de sinucidere a cuiva". Anumiți psihiatri au criticat și descrierea actului de sinucidere în sine, mare parte din el contravenind recomandărilor răspândite larg în legătură cu denunțarea sinuciderilor reale sau descrierea lor în materiale fictive, pentru a nu fi încurajate sinuciderile copycat. Ultimul episod al sezonului, în care este arătat cu detalii grafice sinuciderea Hannei, a fost cel mai criticat la acest capitol. Nic Sheff, scenarist al serialului, l-a apărat pentru a nega mitul cum că dorința de sinucidere "dispare de la sine" și și-a amintit că și el a fost la un pas de sinucidere, renunțând doar după ce i-a venit în minte relatarea unui supraviețuitor despre cât de dureros și îngrozitor a fost.
În avertismentul emis de ANPS au fost criticate și sugestiile serialului cum că doar hărțuirile au condus-o pe Hannah la sinucidere, notând că, în timp ce acestea pot fi și ele un factor, ideația de suicid apare, de cele mai multe ori, ca și rezultat al unei boli mintale tratabile de care persoana hărțuită suferă, dar la care nu a fost depus efortul de îndepărtare adecvat. Alex Moen, o consilieră de îndrumare la o școală din Minneapolis, a conchis că întreaga morală a serialului este "în esență o fantezie pe care o poate avea cineva care ia în considerare suicidul—aceea că odată ce te sinucizi, poți în continuare să comunici cu cei dragi, iar oamenii vor realiza brusc prin ce treceai și profunzimea durerii tale ... Că băiatul drăguț și sensibil se va îndrăgosti de tine și îți va căuta dreptatea, și tu vei orchestra totul, iar prin toate aceste lucruri o să poți să trăiești în continuare." Alți consilieri de îndrumare au spus că încercarea Hannei de a discuta cu dl. Porter este periculos de derutantă, de vreme ce el nu doar că nu realizează semne evidente ale ideației de suicid, dar și pentru faptul că zice că nu poate denunța violul la poliție fără a-l identifica pe violator. Consilierii de îndrumare sunt de obicei reprezentați ca oameni ineficienți sau aerieni în cultura populară, spune Moen, dar comportamentul din serial al lui Porter sare calul și duce spre a fi lipsit de etică și posibil ilegal. "E ridicol! Consilierii de îndrumare nu sunt poliția. Nu trebuie să demarăm o investigație. Noi aducem orice fel de informație pe care o avem la poliție", le-a spus ea celor de la Slate.
În mai 2017, Asociația Canadiană a Psihiatrilor (ACP) și Centrul de Prevenire a Suicidului (CPS) au emis un avertisment asemănător cu cel ANPS. Cei de la ACP sunt îngrijorați de faptul că serialul ar putea da sinuciderilor un farmec aparte și că anumite conținuturi îi pot îndurera pe spectatori, mai ales pe cei tineri. Pe lângă acest lucru, zugrăvirea suicidului Hannei nu se conformează regulilor impuse de Asociația Canadiană de Prevenire a Suicidului (ACPS) și Asociația Americană de Suicidologie. În timp ce ACP și ACPS au lăudat serialul pentru că a tras un semnal de alarmă în legătură cu "...această problemă de sănătate ce poate fi prevenită", ei au adăugat că: "semnalul de alarmă trebuie tras într-o manieră prudentă și responsabilă. Un număr mare de cercetători canadieni și internaționali au găsit legături clare între creșterea ratei de sinucideri și întruchiparea suicidului în media." Modurile prin care zugrăvirea suicidului pot cauza suferință, conform ACP și ACPS, includ următoarele: "Ei pot simplifica sinuciderea, de exemplu prin sugestia că doar hărțuirea este cauza; ei fac ca suicidul să pară romantic, de exemplu prin așezarea sa în contextul unui scenariu de Hollywood; ei pot zugrăvi sinuciderea ca o opțiune logică și viabilă; ei pot expune reprezentări grafice ale suicidului care pot fi nocive pentru spectatori, mai ales pentru cei tineri; și/sau pot răspândi noțiunea falsă cum că sinuciderile sunt un mod prin care îi poți învăța pe ceilalți o lecție."
Un studiu a observat că lansarea 13 Reasons Why a corespuns cu între 900.000 și 1.500.000 mai multe căutări legate de suicid în Statele Unite, inclusiv o creștere cu 26% pentru "cum să comit suicid," o creștere cu 18% pentru "sinucidere," și o creștere cu 9% pentru "cum să te omori singur." Cu toate acestea, o recenzie a considerat că este neclar dacă informațiile despre sinucidere de pe internet sunt legate de riscul de suicid.

### Reacția Netflix
Netflix a răspuns la critici prin adăugarea de avertismente înainte de episoadele 9, 12 și 13 din primul sezon, primele două primind avertismentul din cauza violenței sexuale, iar ultimul din cauza scenei de suicid. În iulie 2019, înainte de premiera sezonului trei, Netflix a editat scena suicidului. Episodul ne-editat o prezenta pe Hannah în cadă, tăindu-și venele.

#### Beyond the Reasons
Odată cu lansarea primului sezon, Netflix a lansat și 13 Reasons Why: Beyond the Reasons, un film documentar de tip aftershow. Materialul de 29 de minute îi conține pe membrii distribuției și echipei serialului, precum și psihiatri care discută despre experiența proprie pe platourile serialului și abordarea diferitelor probleme, precum hărțuirea, depresia și agresiunile sexuale. Un al doilea episod special Beyond the Reasons a fost lansat odată cu al doilea sezon al serialului.

## Distincții
| Anul | Premiul                                     | Categoria                                   | Nominalizare                          | Rezultat     | Ref.    |
| ---- | ------------------------------------------- | ------------------------------------------- | ------------------------------------- | ------------ | ------- |
| 2017 | Premiile Gold Derby                         | Cea mai fulminantă performanță a anului     | Katherine Langford                    | Nominalizare | [ 95 ]  |
| 2018 | Globurile de Aur                            | Cea mai bună actriță de televiziune (dramă) | Katherine Langford                    | Nominalizare | [ 96 ]  |
| 2018 | Premiile Asociației Producătorilor Muzicali | Cea mai bună Producție Muzicală de dramă TV | Season Kent                           | Câștigat     | [ 97 ]  |
| 2018 | Premiile MTV Movie & TV                     | Serialul anului                             | 13 Reasons Why                        | Nominalizare | [ 98 ]  |
| 2018 | Premiile MTV Movie & TV                     | Cel mai bun actor/actriță                   | Katherine Langford                    | Nominalizare | [ 98 ]  |
| 2018 | Premiile Vizuale NAACP                      | Cea mai bună regie într-un serial dramatic  | Carl Franklin pentru "Tape 5, Side B" | Câștigat     | [ 99 ]  |
| 2018 | Premiul Satellite                           | Cea mai bună actriță de televiziune (dramă) | Katherine Langford                    | Nominalizare | [ 100 ] |
| 2018 | Premiul Satellite                           | Cel mai bun serial (dramă)                  | 13 Reasons Why                        | Nominalizare | [ 100 ] |
| 2018 | Premiile Academiei de Televiziune           | Televiziune cu Tâlc                         | 13 Reasons Why                        | Câștigat     | [ 101 ] |

## Coloana sonoră
Fiecare sezon a avut parte de o coloană sonoră și albume proprii, sub bagheta lui Eskmo.

### Sezonul 1

#### Lista pieselor
| 13 Reasons Why (A Netflix Original Series Soundtrack) |                                        |                                |         |  |
| Nr.                                                   | Titlu                                  | Artist(s)                      | Lungime |  |
| 1.                                                    | „Only You”                             | Selena Gomez                   | 3:04    |  |
| 2.                                                    | „Kill Em with Kindness (Acoustic)”     | Selena Gomez                   | 3:32    |  |
| 3.                                                    | „Bored”                                | Billie Eilish                  | 3:00    |  |
| 4.                                                    | „Love Will Tear Us Apart”              | Joy Division                   | 3:26    |  |
| 5.                                                    | „Into the Black”                       | Chromatics                     | 5:20    |  |
| 6.                                                    | „The Night We Met”                     | Lord Huron                     | 3:26    |  |
| 7.                                                    | „A 1000 Times”                         | Hamilton Leithauser and Rostam | 4:09    |  |
| 8.                                                    | „The Killing Moon”                     | Roman Remains                  | 5:30    |  |
| 9.                                                    | „High”                                 | Sir Sly                        | 3:51    |  |
| 10.                                                   | „Cool Blue”                            | The Japanese House             | 3:51    |  |
| 11.                                                   | „Fascination Street (Remastered)”      | The Cure                       | 5:14    |  |
| 12.                                                   | „The Walls Came Down (Single Version)” | The Call                       | 4:09    |  |
| 13.                                                   | „The Stand (Long Version)”             | The Alarm                      | 4:09    |  |

### Sezonul 2

#### Lista pieselor
| 13 Reasons Why: Season 2 (A Netflix Original Series Soundtrack) |                                   |                                       |         |  |
| Nr.                                                             | Titlu                             | Artist(s)                             | Lungime |  |
| 1.                                                              | „Back to You”                     | Selena Gomez                          | 3:30    |  |
| 2.                                                              | „Lovely”                          | Billie Eilish and Khalid              | 3:21    |  |
| 3.                                                              | „Start Again”                     | OneRepublic featuring Logic           | 2:45    |  |
| 4.                                                              | „Falling Skies”                   | YUNGBLUD featuring Charlotte Lawrence | 3:22    |  |
| 5.                                                              | „The Night We Met”                | Lord Huron featuring Phoebe Bridgers  | 3:28    |  |
| 6.                                                              | „Tangled Up”                      | Parade of Lights                      | 3:32    |  |
| 7.                                                              | „Time”                            | Colouring                             | 3:24    |  |
| 8.                                                              | „My Kind of Love”                 | Leon Else                             | 3:29    |  |
| 9.                                                              | „Your Love”                       | HAERTS                                | 3:45    |  |
| 10.                                                             | „Love Vigilantes”                 | New Order                             | 4:21    |  |
| 11.                                                             | „The Killing Moon”                | Echo and the Bunnymen                 | 5:49    |  |
| 12.                                                             | „Promise Not to Fall”             | Human Touch                           | 3:28    |  |
| 13.                                                             | „Sanctify”                        | Years & Years                         | 3:12    |  |
| 14.                                                             | „Tin Pan Boy”                     | YUNGBLUD                              | 3:11    |  |
| 15.                                                             | „Souvenir”                        | OMD                                   | 3:37    |  |
| 16.                                                             | „Watch Me Bleed”                  | Tears For Fears                       | 4:17    |  |
| 17.                                                             | „Cities in Dust (Single Version)” | Siouxsie and the Banshees             | 4:06    |  |
| 18.                                                             | „Of Lacking Spectacle”            | Gus Dapperton                         | 3:24    |  |
| 19.                                                             | „Falling (In Dreams)”             | Telekinesis                           | 2:42    |  |
| 20.                                                             | „Strength”                        | The Alarm                             | 3:34    |  |

### Sezonul 3

#### Lista pieselor
| 13 Reasons Why: Season 3 (A Netflix Original Series Soundtrack) |                                    |                               |         |  |
| Nr.                                                             | Titlu                              | Artist(s)                     | Lungime |  |
| 1.                                                              | „Teeth”                            | 5 Seconds of Summer           | 3:24    |  |
| 2.                                                              | „Die a Little”                     | YUNGBLUD                      | 2:53    |  |
| 3.                                                              | „Fuck, I'm Lonely”                 | Lauv featuring Anne-Marie     | 3:19    |  |
| 4.                                                              | „Severed”                          | The Decemberists              | 4:03    |  |
| 5.                                                              | „Swim Home”                        | Cautious Clay                 | 3:06    |  |
| 6.                                                              | „Another Summer Night Without You” | Alexander 23                  | 2:38    |  |
| 7.                                                              | „Miss U”                           | Charli XCX                    | 3:05    |  |
| 8.                                                              | „Favorite Drug”                    | Daydream Masi                 | 3:29    |  |
| 9.                                                              | „Keeping It In The Dark”           | Daya                          | 3:28    |  |
| 10.                                                             | „Young Forever”                    | JR JR                         | 4:04    |  |
| 11.                                                             | „All That”                         | Drama Relax featuring Jeremih | 2:53    |  |
| 12.                                                             | „This Baby Don't Cry”              | K.Flay                        | 3:04    |  |
| 13.                                                             | „Walk Forever By My Side”          | Twin Shadow                   | 3:56    |  |
| 14.                                                             | „Slaves of Fear”                   | HEALTH                        | 4:53    |  |
| 15.                                                             | „All Your Life”                    | Angelo De Augustine           | 4:25    |  |
| 16.                                                             | „Culture”                          | Hembree                       | 3:13    |  |
| 17.                                                             | „Still Want To Be Here”            | Frightened Rabbit             | 3:52    |  |
| 18.                                                             | „Ordinary World”                   | Eskmo featuring White Sea     | 4:05    |  |